# Mano (fleuve)
Pour les articles homonymes, voir Mano.
Le  Mano est un fleuve d'Afrique de l'Ouest. 

## Géographie
Il prend sa source dans les Monts Nimba, en Guinée, et sert de frontière entre le Libéria et la Sierra Leone.